# Виснево (гмина)
Виснево (пол. Wiśniewo) — сельская гмина (уезд) в Польше, входит как административная единица в Млавский повет, Мазовецкое воеводство. Население — 5281 человек (на 2004 год).

## Демография
| Перепись                       | Всего   | Всего | Женщины | Женщины | Мужчины | Мужчины |
| ------------------------------ | ------- | ----- | ------- | ------- | ------- | ------- |
| Единицы                        | человек | %     | человек | %       | человек | %       |
| Население                      | 5281    | 100   | 2626    | 49,7    | 2655    | 50,3    |
| Плотность населения (чел./км²) | 53,2    | 53,2  | 26,4    | 26,4    | 26,7    | 26,7    |

## Сельские округа
1. Богужин
2. Богужинек
3. Глужек
4. Корбонец
5. Косины-Бартосове
6. Косины-Капичне
7. Ковалево
8. Модла
9. Нова-Оточня
10. Подкраево
11. Стара-Оточня
12. Старе-Косины
13. Висневко
14. Виснево
15. Войнувка
16. Журоминек

## Поселения
1. Амельник
2. Глужек-Колёня
3. Халиново
4. Янин
5. Ковалево-Борки
6. Михалово
7. Жарнувка

## Соседние гмины
1. Гмина Липовец-Косцельны
2. Млава
3. Гмина Стшегово
4. Гмина Ступск
5. Гмина Шреньск
6. Гмина Шидлово